# Галю-Кале (Рудсар)
Галю-Кале (перс. هلوكله) — село в Ірані, у дегестані Ушіян, у бахші Чабоксар, шагрестані Рудсар остану Ґілян. За даними перепису 2006 року, його населення становило 189 осіб, що проживали у складі 51 сім'ї.